# My Name Is Gretchen
My Name Is Gretchen é  álbum de estréia da cantora brasileira Gretchen, lançado em 1979.

## História
O disco foi feito após a gravação de dois compactos "Dance With Me", em 1978 e "Outra Vez Mulher" de 1979, do último apenas 6 mil cópias foram produzidas, 4.5 mil para comercialização e 1.5 mil para divulgação.
My Name Is Gretchen foi produzido pelo argentino Santiago "Sam" Malnati, também conhecido como Mister Sam. Sam foi o responsável pelo sucesso da carreira de Gretchen, mas a própria cantora chegou a trabalhar nos arranjos e composições de algumas canções. Além disso, Valentino Guzzo também ajudou a produzir o disco.
As canções traziam misturas de ritmos dançantes, o trabalho resultou em um estilo pop cantado todo em inglês e espanhol.

## Lançamento
O álbum foi lançado no Brasil e em diversos países da América Latina e da Europa,  sendo até hoje o disco mais exitoso da carreira de Gretchen.
Dentre os grandes sucessos do LP, destacam-se "Freak Le Boom Boom" e "Me Gusta El Cha-Cha-Cha", ambos de autoria de Mr. Sam.

## Faixas
Lado A
1. 1, 2, 3 (One-Two-Three) (Santiago "Sam" Malnati)
2. Rock'n Roller (Mister Sam)
3. Boggie Boggie (Mister Sam / Valentino Guzzo)
4. Me Gusta El Cha-Cha-Cha (Mister Sam)

Lado B
1. I Love You J T'aime (Mister Sam)
2. Freak Le Boom Boom (Mister Sam)
3. Shake Shake (Mister Sam / Gretchen)
4. My Name Is Gretchen (Sexy Star) (Mister Sam / Gretchen)